# Piramide di Ball
La Piramide di Ball (in inglese: Ball's Pyramid) è il faraglione più alto del mondo. Si trova nel Mar di Tasmania (nell'Oceano Pacifico) e dal punto di vista politico appartiene all'Australia.
È il neck di un antico vulcano la cui caldera si formò circa 7 milioni di anni fa. Fa parte del continente sommerso della Zealandia di cui la Nuova Zelanda è la parte emersa più visibile.
L'isola, disabitata, è alta 562 metri e si trova al largo dell'isola di Lord Howe, facente parte dello Stato australiano del Nuovo Galles del Sud.
Su uno dei pochissimi cespugli esistenti sulla Piramide di Ball è stato ritrovato un insetto ritenuto ormai scomparso, la cosiddetta aragosta di terra (in realtà è un insetto "stecco", un fasmide il cui nome scientifico è Dryococelus australis).

## Storia
La Piramide di Ball fu scoperta il 13 marzo 1788 dal tenente britannico Henry Lidgbird Ball che scoprì anche l'isola di Lord Howe. La prima persona che salì sul faraglione fu il geologo australiano Henry Wilkinson, del Dipartimento delle Miniere del Nuovo Galles del Sud nel 1882.
Nel 1964 tentò la scalata del faraglione l'avventuriero australiano Dick Smith, ma fallì nell'impresa.
Il 3 febbraio 1965 gli alpinisti australiani Bryden Allen, John Davis, Jack Pettigrew e David Witham del Sydney Rock Climbing Club.
Nel 1979 Smith riuscì a scalare il faraglione mettendo la bandiera del Nuovo Galles del Sud che venne donata dal premier Neville Wran, dichiarandolo territorio australiano.
Nel 1982 con il Lord Howe Island Act venne proibito di scalare il faraglione e nel Lord Howe Island Board venne proibito qualunque accesso senza autorizzazione al faraglione.